# Конума, Масару
Масару Конума (яп. 小沼勝 Конума Масару, 30 декабря 1937 — 22 января 2023) — японский режиссёр, наиболее известен своими фильмами, снятыми для компании «Nikkatsu» в жанре «пинку эйга».

## Биография
Родился 30 декабря 1937 года в городе Отару. Отец Конумы работал учителем. В 1941 году его призвали в армию, там отец Масару Конумы заболел туберкулёзом и был отправлен домой, вскоре после возвращения он умер.
После окончания Второй мировой войны мать Масару Конумы вышла замуж второй раз, после этого Конума в возрасте 15 лет был отправлен в Токио. Позднее Масару Конума вспоминал: «Тогда у меня было телевизора. Я ничего не знал о Токио. Он был так же далёк для меня, как Африка или Аляска для современных детей. Я не хотел туда ехать. Я плакал»".
Чтобы справиться со стрессом, Конума ходил в кинотеатры. В Токио Масару Конума изучал кинематограф на кафедре Искусства университета Нихон. Вскоре после окончания университета в 1961 году Конума начал работать на компанию «Nikkatsu». Практически одновременно с Конумой на «Nikkatsu» начал работать продюсер Юки, а также режиссёры Кою Охара и Нобору Танака. Вместе они стали известны как «усердный Юки, ленивый Охара, верный Танака и безрассудный Конума» . Сначала Конума занимал должность «пятого» помощника режиссёра, хотя он работал на низкой должности, но надеялся в будущем стать режиссёром. Одним из режиссёров, которые вдохновляли Конуму в начале карьеры, был Сэйдзюн Судзуки.
В конце 1960-х годов «Nikkatsu» стала терять ТВ-аудиторию и производимое ей количество фильмов снизилось. В этот период многие помощники режиссёров, работавшие в «Nikkatsu», перешли на работу в телевидение или другую работу, не связанную с производством фильмов. Чтобы справиться с кризисом президент «Nikkatsu» Такаси Итамоти, решил направить ресурсы компании на производство фильмов жанра «пинку эйга», до этого большинство фильмов в этом жанре снимали независимые режиссёры, такие как Кодзи Вакамацу. После того, как стало известно об этом решении руководства «Nikkatsu», многие работники уволились из компании, не желая участвовать в производстве порнографии. Масару Конума остался в компании, позднее он говорил: «На то время моё желание стать режиссёром превосходило всё остальное… Я просто был счастлив от того, что снимал фильмы».
Дебют Конумы в качестве режиссёра состоялся в 1971 году, когда он снял фильм «Зов пестика» (Call of the Pistil). В 1974 году Масару Конума снял свои наиболее известные фильмы «Цветок и змея» и «Жена как жертва», эти фильмы были сняты на основе произведения Онироку Дана, в обоих главную роль сыграла Наоми Тани. Хотя Онироку Дан остался не вполне доволен экранизацией, всё же «Цветок и змея» положил начало целой серии фильмов, снимавшихся до середины 1980-х годов и выделяемых в отдельный поджанр «Roman Porno».
В снятом Конумой в 1976 году фильме «Cloistered Nun: Runa’s Confession» дебютировала в качестве актрисы певица Руна Такамура. В 1982 году Масару Конума снял фильм «Леди Каруидзава», этот фильм примечателен тем, что это единственный фильм, снятый в 1980-х годах, в котором сыграла Мива Такада — актриса, известная по фильмам 1960-х годов. Сюжет фильма «Леди Каруидзава» основан на романе «Любовник леди Чаттерлей».
Говоря о связи «Roman Porno» с садо-мазо, Конума сказал: «В целом, люди, [смотрящие фильмы, снятые в жанре] „Roman Porno“ хотят увидеть что-то, что они не могут испытать в своей обычной жизни. Эти люди возбуждаются, смотря на вещи, которые они может быть хотят, а может и нет, сделать со своими жёнами или друзьями. На вещи, которые они не смогут сделать в реальной жизни, не попав в тюрьму или не получив развод. Например, мне часто нужно было снимать фильмы со сценами изнасилования. Я не тот человек, который может совершить изнасилование. Я хочу, чтобы женщины были счастливы, занимаясь сексом,… Фильмы — это выдумка. Иногда они могут быть уродливыми, но они не реальны. Я был экранизатором грёз».
В 2000 году режиссёр Хидэо Наката, который был одним из учеников Конумы, создал о нём документальный фильм «Sadistic and Masochistic». В 2001 году фильм Масару Конумы «Нагиса» получил премию на Йокогамском кинофестивале.
Умер от пневмонии 22 января 2023 года в возрасте 85 лет.